# أيام ضائعة (فلم)
أيام ضائعة فيلم دراما مصري للمخرج بهاء الدين شرف عام 1965، كتب القصة عبد الفتاح مصطفى عن مسرحية «أعمدة المجتمع» للكاتب هنريك ابسن Pillars of the Community (Henrik Ibsen)، وكتب السيناريو والحوار بهاء الدين شرف وسناء الغزالي. الفيلم من بطولة عماد حمدي ومحسن سرحان وليلى طاهر ونادية الجندي  وتبدأ الأحداث عندما يقرر عبد العال التصدي لثروت الذي يحتكر تِجارة السمك، ويضيِّق على رِزق الصيادين. وخاصة بعدما يعرف عن ماضيه الأسود، الأمر الذي يثير ثروت لكون عبد العال هو الشاهِد الوحيد على جرائمه القديمة.
صدر الفيلم إلى دور العرض المصرية في 19 مايو 1965.
منح موقع قاعدة بيانات الأفلام العربية «السينما.كوم» الفيلم درجة 5.8/ 10.

## طاقم التمثيل
عماد حمدي: في دور ثروت بيه
محسن سرحان: في دور عبد العال
ليلى طاهر: في دور دنيا
صلاح منصور: في دور منصور (مساعد ثروت بيه)
يوسف شعبان: في دور مراد (شقيق زوجة ثروت بيه)
نادية الجندي: في دور نعيمة (خطيبة عبد العال)
نعيمة وصفي: في دور دولت (زوجة ثروت بيه)
صلاح نظمي: في دور الريس حسنين
خيرية صدقي: في دور سناء (عشيقة ثروت بيه)
ناهد سمير: في دور ستيتة (والدة عبد العال)
إيناس عبد الله: في دور دنيا (الصغيرة)
بالاشتراك مع: فرقة القاهرة الاستعراضية والراقصة نوال الصغيرة.

## أحداث الفيلم
يمتلك ثروت بيه (عماد حمدي) عدداً من مراكب الصيد في أحد القرى الساحلية، ويسعى للسيطرة على كل مراكب الصيد. يعيش ثروت مع زوجته دولت (نعيمة وصفي) وأخيها مراد (يوسف شعبان) وهو شاباً متهوراً يشرب الخمر كثيراً. يرافق ثروت بيه الزوجة الخائنة سناء (خيرية صدقي) حتى يكتشف زوجها (محمد الديب) خيانتها فيقتلها، ولكن ثروت يقتله ويسارع بالهرب. يشهد الحادثة الصياد منصور (صلاح منصور) ويحاول الإمساك به، ولكن ثروت يمنحه كل ما معه من مال ويعده بالمزيد. يطارد أهل البلدة القاتل حتى منزل ثروت، ولكنهم يعتقدوا أن القاتل هو مراد، ويقوم ثروت بتسهيل هروب مراد للخارج. يقوم ثروت بيه برعاية الصغيرة دنيا (ايناس عبد الله) ابنة القتيلان، ويواصل شراء المزيد من مراكب الصيد، ويصبح منصور ذراعه الأيمن، بسبب تهديده له بإفشاء سره لأهل البلدة. يسعى الصياد عبد العال (محسن سرحان) للإفلات من هيمنة ثروت على مراكب الصيد، ويحاول جمع عدداً من الصيادين للتعاون على شراء مركب كبير خاص بهم. يعيش عبد العال مع والدته ستيتة (ناهد سمير) وابنة خالته وخطيبته نعيمة (نادية الجندي). تشب دنيا (ليلى طاهر) ويرغب منصور في الزواج بها، ويوافق ثروت رغم معارضة دنيا لتلك الزيجة، وهى تعلم انها ليست ابنة ثروت، وأن والديها قد قتلا وهي صغيرة. يتفق عبد العال مع بعض الصيادين على جمع مدخراتهم وشراء المركب المناسبة، ولكن يظل ثروت يسبقهم بدفع مبالغ أكبر لشراء نفس المركب، ولهذا يقوم الصيادون ببناء مركبهم بأيديهم، ويستمر ثروت يحاربهم حتى لايبيعوا اسماكهم. يلجأ عبد العال ومن معه إلى إنشاء مصنع للأسماك وتصديرها لخارج القرية، وينجحوا في ذلك. يعود مراد من الخارج بعد 14 عاماً، ويكتشف أن شقيقته دولت قد انجبت ابنها علاء (محمد يحيى) وان دنيا قد أصبحت عروسه. يخشى ثروت من إثارة القضية القديمة وافتضاح أمره. يقوم منصور بإبلاغ دنيا بأن مراد هو قاتل أبويها، وفى نفس الوقت يسعى ثروت لخروج مراد في رحلة صيد على مركب متهالك بقيادة الريس حسنين (صلاح نظمي) ليتخلص منه، وفي نفس الوقت يعمل على حرق مصنع الأسماك، وينجح في إشعال النيران بالمصنع وغرق مركب الصيد وعليها مراد، ولكن ثروت يكتشف أن ابنه علاء قد تسلل للمركب خلسة، وأنه مع الغارقين، وتثور أعصابه ويتشاجر امام الاهالى مع منصور، ويطلق عليه النار. يعترف منصور على ثروت بأنه القاتل، فيطارده أهل البلدة حتى يسقط في الماء وتزهق روحه. يقوم عبد العال بإنقاذ رجال المركب الغارق ومعهم مراد وعلاء.

## روابط خارجية
- مقالات تستعمل روابط فنية بلا صلة مع ويكي بيانات
- أيام ضائعة على الدهليز
- أيام ضائعة على كاروهات